# 廣興 (宜蘭縣)
廣興，舊稱牛寮仔，是台灣宜蘭縣冬山鄉的一個傳統地域名稱，位於該鄉西北部。相較於今日行政區，其範圍大致包括柯林村、廣安村、廣興村不含東南部凸出部分及西南端。

## 歷史
台灣清治末期，廣興地區為一街庄，稱為「廣興庄」，隸屬於清水溝堡。該庄東與歪仔歪庄、北成庄、羅東堡的阿里史庄為鄰，南與鹿埔庄為鄰，西邊為浮洲堡的阿里史庄，北邊為大洲庄、尾塹庄。
1901年（日治明治三十四年）11月，廢縣廳改設二十廳，該庄隸屬於宜蘭廳，編入第十區。1905年（明治三十八年）7月，第十區改名「清水溝區」。1909年（明治四十二年）10月，合併二十廳為十二廳，該庄仍隸屬於宜蘭廳。1920年（大正九年），廢十二廳改設五州二廳，該庄改制為「廣興」大字，隸屬於臺北州羅東郡冬山庄，大字下有「廣興」、「柯子林」小字名。
戰後冬山庄改制為冬山鄉，隸屬於臺北縣，大字改制為村。1950年10月，北、基、宜分治，冬山鄉改隸屬於宜蘭縣。

## 聚落
本地區發展較早的聚落有廣興、柯仔林（鹿埔城仔）等，在日治期初期的官方地圖上已有記載。此外，本地區尚有水井仔、牛寮、萬長春、新廍城仔等聚落。

## 交通
省道台7丙線（三星路一段、廣興路）是大同鄉牛鬥橋至五結鄉利澤簡的幹道，大致以西向東轉西南西－東北東走向經過廣興地區南部。由該道路向西可前往三星、大同鄉牛鬥橋並止於省道台7線本線路口，向東北東可前往羅東、五結利澤簡並止於省道台2戊線路口。
鄉道宜26線（長春路）是三星鄉楓林至羅東鎮北成的道路，大致以西北—東南走向經過本地區東北部。由該道路向西北可前往大洲、中溪洲、紅柴林後轉南並止於縣道196號路口，向東南可前往北城並止於省道台9線路口。
鄉道宜28線（永興路二段）是廣興至珍珠的道路，其西北側端點位於本地區東南部羅東高工西側的省道台7丙線路口。由此向南南東出境後可前往鹿埔東北部，再轉東南可前往順安、打那美、武罕西南部、珍珠里簡北部、武罕東南部並止於鄉道宜25線路口。
鄉道宜33線（梅花路）是廣興至大同鄉古魯的道路，其東北側端點位於本地區東南部羅東高工西側的省道台7丙線路口。由此向西南出境後可前往鹿埔西北部、大進、寒溪、古魯等地。

## 學校
- 羅東高工
- 柯林國小
- 廣興國小（位於廣興南側邊界外緣，屬鹿埔地區）